# Fuerza Cívica
Fuerza Cívica (en ruso: Гражданская сила) es un partido político liberal de Rusia.

## Historia
El partido fue fundado en 2004 bajo el nombre de "Rusia Libre". Con una plataforma liberal, la formación tenía como objetivo principal la representación de los intereses de las pequeñas y medianas empresas. El líder del partido era el conocido abogado ruso Mijaíl Barschtschewski, representante autorizado del gobierno ruso ante el Tribunal Constitucional, el Tribunal Supremo y el Tribunal Supremo de Arbitraje de la Federación Rusa. El fundador del partido, Alexander Ryavkin, fue vicegobernador del Oblast de Oryol de 2014 a 2015. El autor de libros infantiles Eduard Uspenski también fue miembro del partido.
Adoptó su nombre actual en 2007. En 2006 entró en el parlamento regional del Oblast de Novgorod. Obtuvo el 1,05% de los votos en las elecciones de 2007, sin obtener escaños en la Duma Estatal. Apoyó la candidatura de Dmitri Medvédev en las elecciones presidenciales de 2008. 
En 2008 se fusionó con la Unión de Fuerzas de Derecha y el Partido Democrático de Rusia para formar el partido Causa Justa el 16 de noviembre de 2008.
Posteriormente, Fuerza Cívica fue nuevamente registrada como partido político el 7 de junio de 2012.
En las elecciones regionales de 2014, Fuerza Cívica entró en el parlamento regional del distrito autónomo de Nenetsia.
El partido apoyó la candidatura de Vladímir Putin en las elecciones presidenciales de 2018.